# کلینوس کوتیدوس
کلینوس کوتیدوس (نام علمی: Clinus cottoides) نام یک گونه از زیرراسته بلنی است.